# Notholca olchonensis
Notholca olchonensis is een raderdiertjessoort uit de familie Brachionidae. De wetenschappelijke naam van deze soort is voor het eerst geldig gepubliceerd in 1927 door Tikhomirov.